# Soft computing

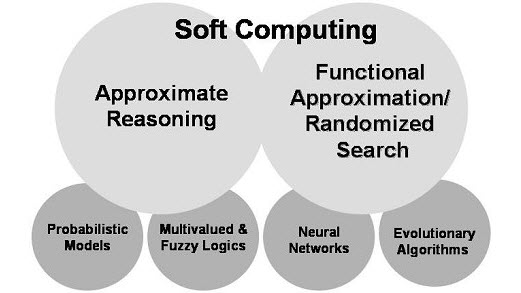
Explicación del Soft Computing

Soft computing es una rama de la Inteligencia Artificial que engloba diversas técnicas empleadas para solucionar problemas que manejan información incompleta, con incertidumbre y/o inexacta. Tal es el caso de la solución a problemas NP-completo, para los cuales no se conoce una solución exacta en tiempo polinómico. 

## Introducción
El Soft Computing se convirtió en una rama formal de la informática a principios de los años 90. Las primeras aproximaciones informáticas sólo podían modelar y analizar con precisión sistemas relativamente simples.
Los sistemas más complejos que aparecían en biología, medicina, humanidades, administración de empresas, y en otros campos resultaban inmanejables con los métodos analíticos y matemáticos convencionales. Debemos decir que la
simplicidad y la complejidad de los sistemas son relativas, y muchos modelos matemáticos convencionales han sido al mismo tiempo desafiantes y muy productivos.
Como técnicas de Soft computing se incluyen:
- redes neuronales
- Sistemas difusos
- Computación bio-inspirada:
  - Algoritmos evolutivos
  - Optimización de colonias de hormigas
  - Inteligencia de enjambre
- Ideas sobre probabilidad:
  - Redes bayesianas
- Teoría del Caos

Generalmente, las técnicas de soft computing se asemejan más a los procesos matemáticos  que a las técnicas biológicas tradicionales, que se basan principalmente en sistemas formales lógicos, tales como Lógica proposicional y lógica de predicados, o basados en análisis numérico asistido por ordenador (como en el método de los elementos finitos). Las técnicas de Soft computing intentan complementarse unas a otras. 
Las técnicas de soft computing se diferencian de la informática convencional (dura) en que, a diferencia de la informática dura, tolera la imprecisión, la incertidumbre y la verdad parcial. El principio rector del soft computing es: Explotar la tolerancia a la imprecisión, la incertidumbre y la verdad parcial para lograr la manejabilidad, la solidez y el bajo costo de la solución. Otra diferencia que contrasta aparece al considerar que el razonamiento inductivo juega un papel más destacado en soft computing que en hard computing.